# Royaumes indo-grecs

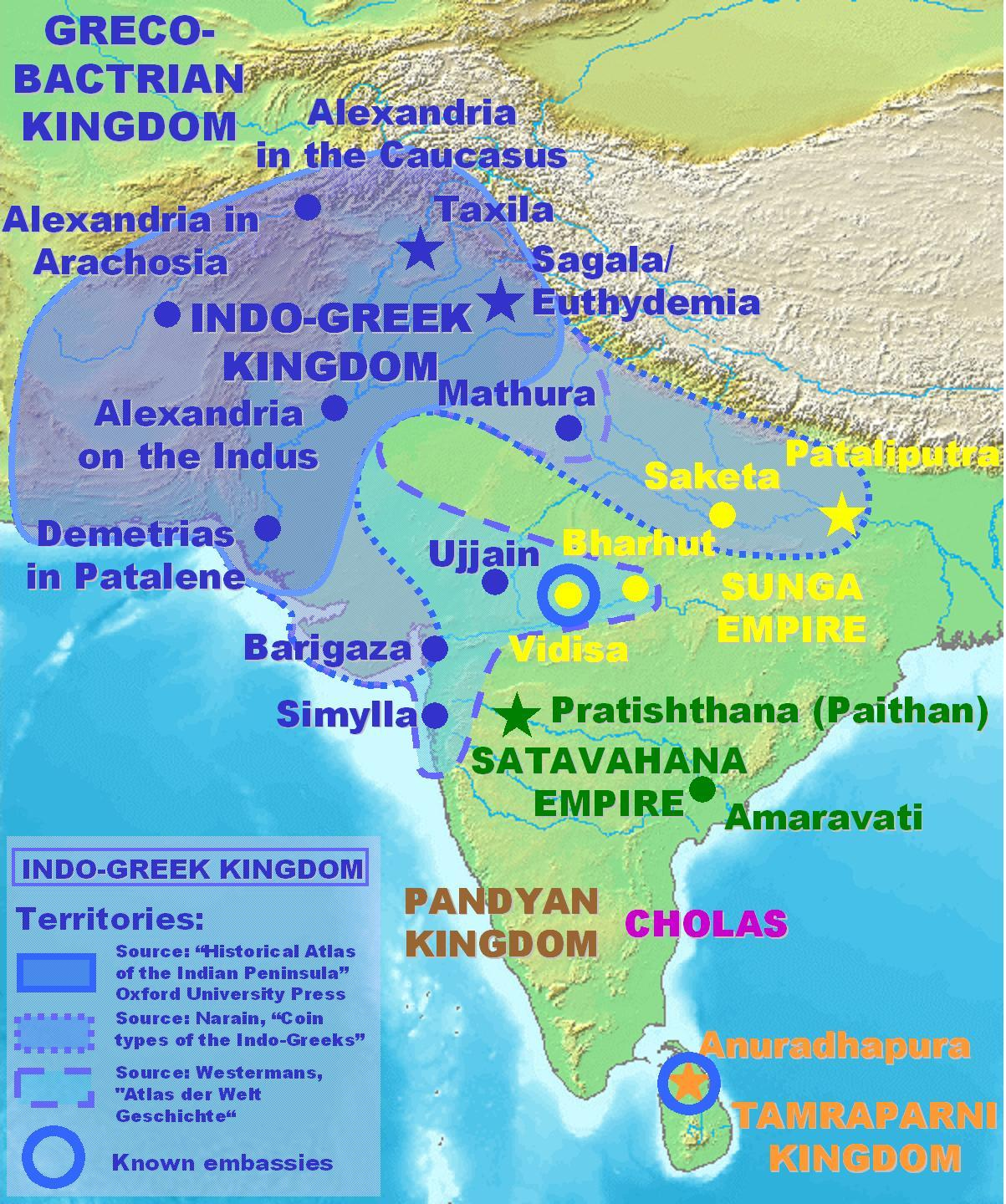
Le royaume indo-grec à son apogée.

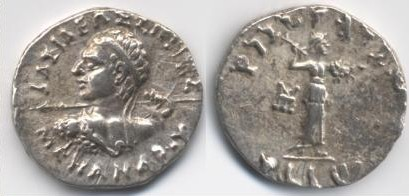
Drachme d'argent de Ménandre I (155-130 av. n. è.).
Avers : légende en grec ancien, ΒΑΣΙΛΕΩΣ ΣΩΤΗΡΟΣ ΜΕΝΑΝΔΡΟΥ, « Du roi Ménandre Sauveur ».
Revers : légende en alphabet kharoshthi, MAHARAJA TRATASA MENADRASA, « Sauveur roi Ménandre ». Athéna tournée vers la droite, avec foudre et bouclier.
Marque de frappe : Taxila.

L'expression royaumes indo-grecs correspond à une situation politique complexe sur un ensemble de territoires hellénistiques aux frontières imprécises et mobiles, qui correspondent actuellement en partie à l'Afghanistan, au nord du Pakistan et au nord-ouest de l'Inde. Ces royaumes dépendaient du royaume gréco-bactrien qui s'étend au nord de l'Afghanistan et dans le sud de l'Ouzbékistan et du Tadjikistan actuels. Il s'agit des territoires indiens conquis par Alexandre le Grand, perdus presque totalement par Séleucos au profit du nouvel empire maurya de Chandragupta Maurya en 303 av. J.-C. et reconquis par les Gréco-Bactriens entre la fin du siège de Bactres par Antiochos III en 206 et la mort d'Euthydème vers 200, à la faveur de la dislocation de l'Empire Maurya et du retour du roi séleucide vers l'ouest.
Pendant environ deux siècles, on connaît une trentaine de souverains indo-grecs, la plupart d'entre eux seulement par leurs monnaies. Après la perte de la Bactriane devant l'invasion des nomades Yuezhi, facilitée par les guerres civiles entre Grecs, le territoire indo-grec est divisé en royaumes rivaux, dont les limites et la chronologie sont souvent mal connues. Le territoire contrôlé par les Grecs a été de plus en plus réduit et morcelé par les envahisseurs sakas avant de disparaître au début de notre ère, absorbé par le royaume indo-parthe puis par l'empire kouchan.

## Formation et histoire des royaumes
Le territoire indo-grec a été conquis pour l'essentiel par Démétrios, fils du roi gréco-bactrien Euthydème Ier. Démétrios a envahi les marges nord-occidentales de l’Inde entre 206 et vers 200, profitant d'abord de retraite vers l'ouest  de l'armée séleucide après l'Anabase d'Antiochos III. Il fait la conquête des Paropamisades, de l'Arachosie, de la Drangiane. Démétrios a ensuite conquis la Patalène jusqu'aux bouches de l'Indus et les royaumes côtiers de Saraostos et Sigerdis.
Antimaque Ier roi de Bactriane, met un terme aux tendances de son prédécesseur Agathocle à faire de la religion indienne une religion officielle de l'empire grec bactrio-indien. Il établit un gouvernement décentralisé en nommant comme roi adjoint Apollodote Ier pour gouverner ses possessions indiennes. Cette solide reprise en main politique et religieuse par les Grecs s'accompagne de l'arrêt des conquêtes, et grâce aux tributs prélevés sur les villes indiennes favorables à Agathocle, de la création d'une monnaie stable, dans un standard imité par plusieurs états voisins, et vraisemblablement d'une période de prospérité économique. Cette période de paix ne dure qu'une vingtaine d'années. Après le renversement du roi de Bactriane Démétrios II par Eucratide Ier vers 165, le territoire indo-grec est disputé entre Eucratide et Ménandre Ier au cours d'une guerre civile terriblement destructrice. Après la perte de la Bactriane par les Grecs vers 130, des royaumes indo-grecs rivaux se partagèrent le territoire, et des envahisseurs sakas, parfois appelés du nom moins précis d'Indo-Scythes, en profitèrent pour s'y installer plus tard.

## Civilisation

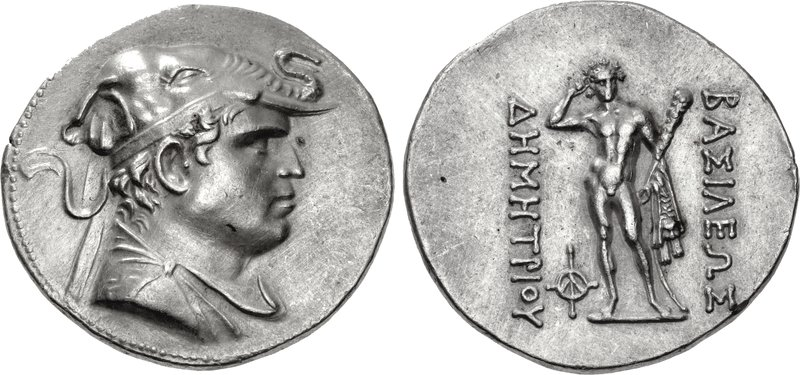
Un tétradrachme indo-grec. Sur le face, le roi indo-grec, Démétrios I^{er} (v. 205-185 av. J.-C.), dans un image qui évoque Alexandre le Grand. Le revers écrit en grec BASILEOS DEMETRIOU (roi Démétrios), avec un image de Hercule qui se couronne.

Durant leurs quelque deux siècles d’existence, les rois indo-grecs règnent sur des territoires où se développe une civilisation originale et composite qui a parfois su faire la synthèse des différentes cultures présentes dans leur royaume. Ils ont néanmoins conservé la culture grecque comme culture unificatrice, suivant l'enseignement d'Aristote, tant qu'ils en eurent la force. Longtemps après la disparition de tout pouvoir politique grec, la culture grecque avait conservé un grand prestige.
L'arrivée dans les territoires gréco-indiens de nombreux réfugiés grecs avec leur roi et leur armée, à la suite de l'invasion de la Bactriane, créa de fortes tensions politiques, montrant que les divisions et l'affaiblissement des Grecs laissaient ressurgir des revendications politiques et religieuses des Indiens. La dernière grande ville grecque de la région, Alexandrie du Caucase-Kapisi, prise par les Indo-Parthes dans les années 19/20 de notre ère, est libérée par les Kouchans quelques années plus tard. Jusqu'au début du règne de Kanishka Ier, vers 127 de notre ère, le grec fut la langue officielle de l'empire Kouchan. Ensuite Kanishka confia ce rôle à la langue bactrienne, mais écrite en caractères grecs.
Le système des castes, rendant difficiles les mariages mixtes, évita une rapide assimilation, bien que l'on connaisse quelques cas de conversion de Grecs à l'hindouisme ou au bouddhisme.

### Monnaie
L'émission de monnaies bilingues est un fait unique dans les royaumes hellénistiques, qui montre que l'autorité des dirigeants grecs se doublait de réalisme dans ce pays où la population grecque restait numériquement faible par rapport à la population indienne. Les grottes-sanctuaires bouddhistes de l'Inde occidentale dans la région du royaume Andhra (Satavahana) ont fourni des inscriptions de donations de personnages portant un nom indien et prétendant être yavana, c'est-à-dire grecs. 

### Religion et croyances
Le Milindapañha, dialogue socratique entre Ménandre Ier et le sage indien Nagasena montre un cas intéressant de rapprochement culturel, sans que l'on puisse parler de syncrétisme. Cet ouvrage traduit et enrichi jusqu'en Chine est devenu un des textes sacrés du bouddhisme, bien que Ménandre, protecteur du bouddhisme, ait conservé Athéna comme déesse tutélaire sur ses monnaies : il n'est pas évident qu'il se soit personnellement converti au bouddhisme.

### L'art indo-grec

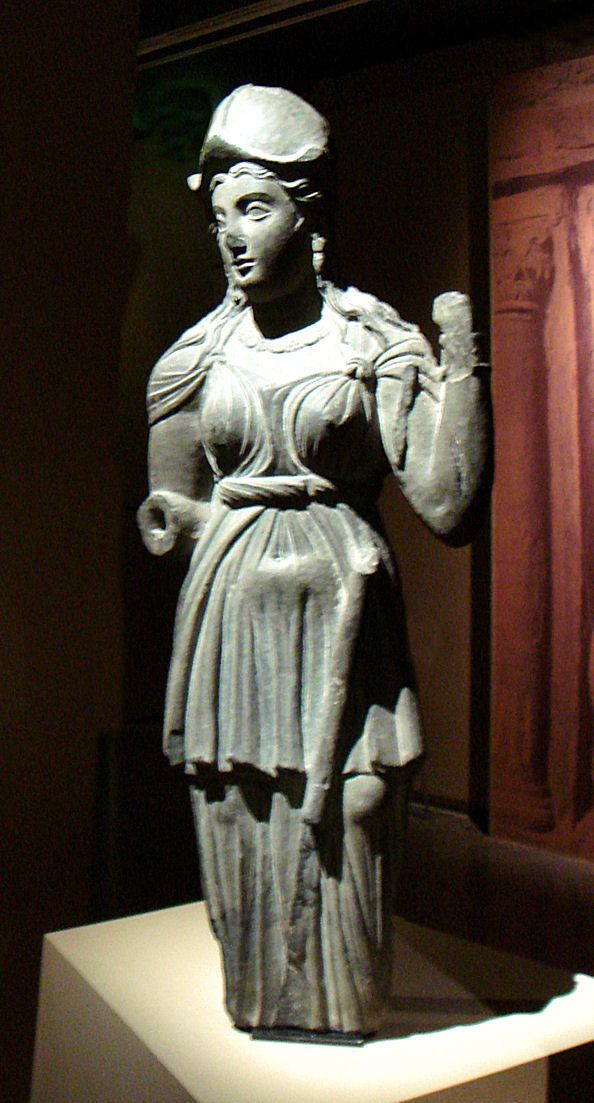
Statue de la déesse grecque Athéna dans le style Gandhara

L'art hellénistique, en particulier la sculpture, est absorbé par le monde indien du nord, où le bouddhisme se répand sans éliminer les religions en place. Sous l'empire Kouchan, on observe un véritable syncrétisme entre les divinités grecques et celles des Yuezhi. L’art dit gréco-bouddhique est en fait l'art de l'empire Kouchan fondé par les Yuezhi. 

## Satrapies

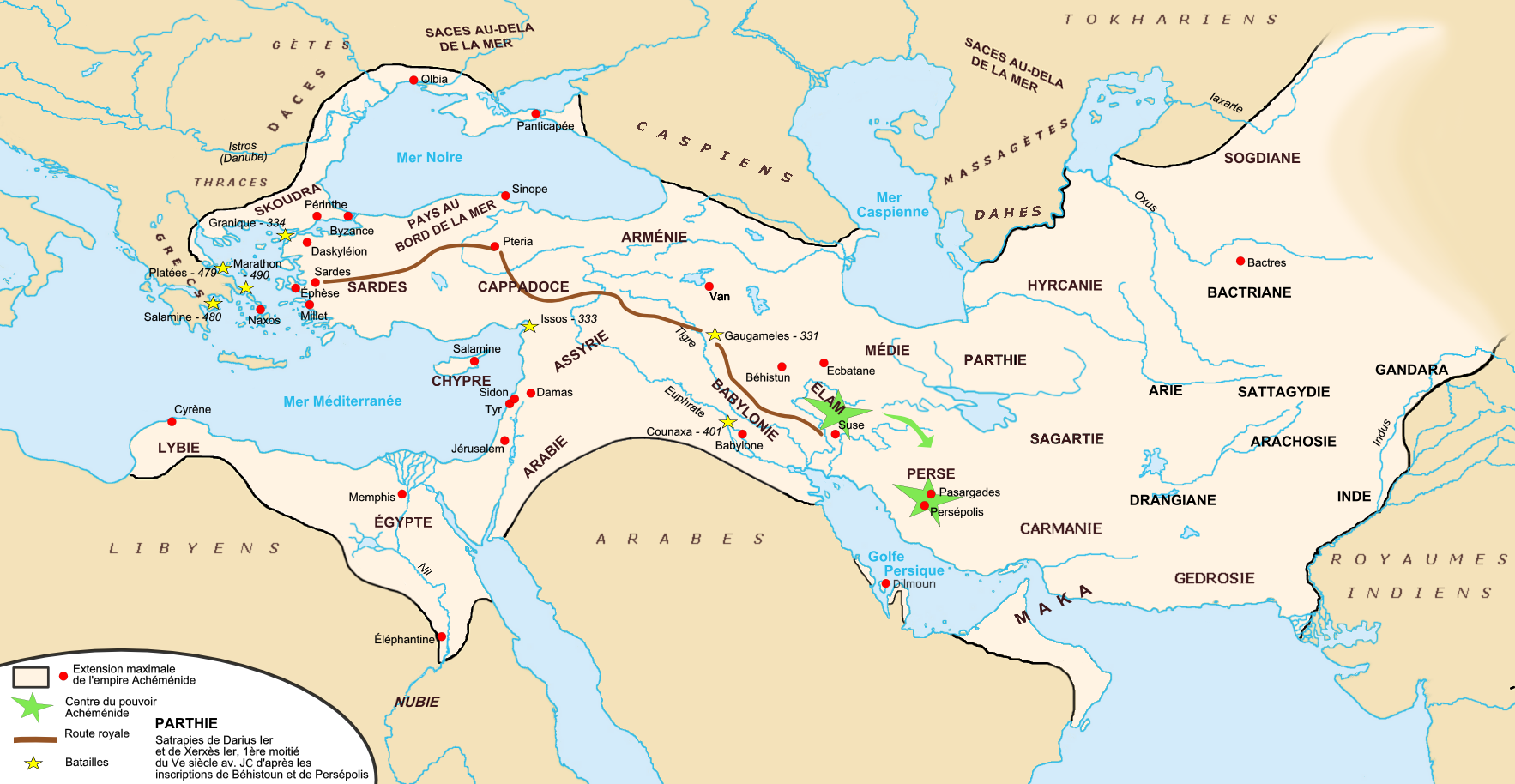
L'empire Achéménide; les noms des satrapies sont en gras majuscules.

Après la conquête de l'Inde achéménide, Alexandre le Grand conserve les satrapies achéménides : satrapie de l'Indus supérieur (Gandhara) gouvernée par Nicanor, l'Indus Moyen comprenant le royaume de Taxila et l'ouest du Pendjab, dirigée par Philippe, et l'Indus inférieur couvrant le Sind et la côte dont le pouvoir est partagé entre son beau-père Oxyartès et Peithon. Des royaumes et principautés sous protectorat s'intercalent, dont le royaume de Poros. Tous ces territoires sont évacués par les Gréco-Macédoniens au cours des guerres des Diadoques. Quelques cités fondées par Alexandre conservent leur caractère de polis grecque : Alexandrie d'Arachosie (moderne Kandahar), Alexandrie du Caucase (moderne Begrâm) et peut-être d'autres.
Au milieu du IIIe siècle av. J.-C. les satrapies orientales se trouvent progressivement coupées de l'empire séleucide par la révolte du satrape de Parthyène, Andragoras, renversé en 239 par le premier roi parthe, Arsace. Entre 250 et 246 Diodote Ier, satrape de Bactriane, usurpe le titre royal. Vers 237, Euthydème Ier s'empare du trône. Il doit en 209 faire face au roi séleucide Antiochos III qui, après avoir soumis les Parthes, attaque la Bactriane. Il assiège Euthydème pendant plus de deux ans dans Bactres, sans succès. Antiochos reconnait à Euthydème le titre de roi vassal puis s'allie avec lui. Euthydème envoie son fils Démétrios à la suite de l'armée d'Antiochos en retraite par le nord de l'Inde vers la Carmanie, et profitant de l'effondrement de l'empire maurya, Démétrios occupe le sud des Paropamisades, l'Arachosie et la Drangiane. Il fonde au passage la cité de Démétrias d'Arachosie dont la localisation exacte n'est pas connue mais devait se trouver entre les villes modernes de Ghazni et Kandahar. Démétrios, quittant la route d'Antiochos, conquiert alors la Patalène, basse vallée de l'Indus et les royaumes de Saraostos et Sigerdis, allant ainsi beaucoup plus loin qu'Alexandre qui n'avait pas dépassé le bas-Indus avant de se retirer vers l'ouest.

## Principaux rois indo-grecs, chronologie et territoires

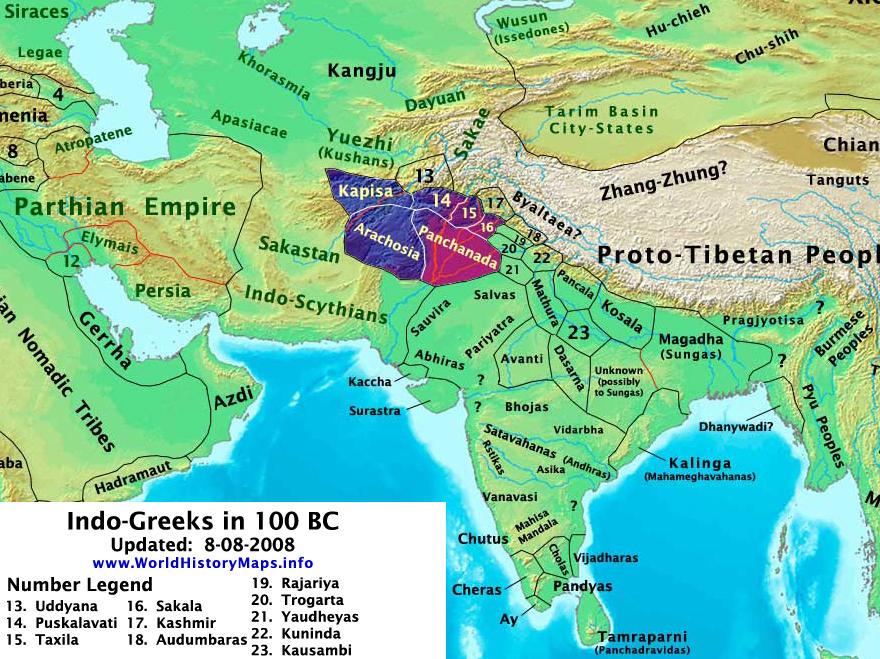
Les royaumes indo-grecs en 100 av. J.-C.

Il a existé plus de trente rois indo-grecs, souvent en concurrence sur différents territoires. Beaucoup d’entre eux ne sont connus que par leurs monnaies.
Sophytès (en) (305-294, Saubhuti), qui n’était pas au sens strict un roi indo-grec, fut un prince grec indépendant de la région du Pendjab, à la suite des conquêtes d’Alexandre le Grand.
Beaucoup de dates, territoires et relations entre rois indo-grecs sont approximatives et essentiellement fondées sur l’analyse numismatique (lieux de découverte, surfrappes, monogrammes, métallurgie, styles), quelques inscriptions classiques et des inscriptions et preuves épigraphiques indiennes. La liste de rois, après le règne de Démétrios, résultant des travaux de différents auteurs, a été rassemblée dans le catalogue d'Osmund Bopearachchi (Monnaies gréco-bactriennes et indo-grecques, catalogue raisonné, 1991). Cependant cet auteur, devant les difficultés rencontrées à reconstruire l'histoire au Ier siècle avant notre ère, a inventé une invasion Yuezhi dans la première moitié de ce siècle, qui lui permettait de considérer toutes les monnaies indo-grecques émises par la suite pendant un siècle comme venant d'ateliers non officiels, le dispensant d'en faire l'étude. Cette théorie ne résiste pas à une étude numismatique sérieuse et aux données des sources chinoises la contredisant et omises par Bopearachchi bien qu'elles soient connues depuis le début du XXe siècle. La synthèse la plus récente, incluant non seulement les monnaies indo-grecques mais celles des royaumes sakas, indo-parthes et kouchans en interaction étroite avec les royaumes indo-grecs, est celle de François Widemann, Les successeurs d'Alexandre en Asie centrale et leur héritage culturel publiée en 2009.

### Territoires orientaux
Les descendants du roi gréco-bactrien Euthydème Ier envahirent le nord de l’Inde vers 180 av. J.-C. jusqu’à Pataliputra (actuelle Patna), avant de se retirer vers la région située entre l’Hindou Kouch et Mathura, où ils régnèrent sur la plus grande partie du nord-ouest du sous-continent indien : 
- Démétrios Ier (règne vers 205 à 195), fils d’Euthydème Ier, roi gréco-bactrien et conquérant de l'Inde.

Le territoire gouverné par Démétrios, de la Bactriane à Pataliputra, fut alors séparé en parties occidentale et orientale, et gouverné par plusieurs rois associés ou secondaires et rois successeurs. La partie occidentale, constituée de la Bactriane, fut gouvernée par une succession de rois gréco-bactriens jusqu’à la fin du règne d’Hélioclès Ier vers -130/129. La partie orientale, composée des Paropamisades, de l’Arachosie, du Gandhara et du Pendjab, qui s’étendit parfois jusqu’à Mathura, fut gouvernée par une succession de rois appelés « indo-grecs ».

#### Territoires des Paropamisades à Mathura (maison d’Euthydème)
- Agathocle (vers 192-186)
- Pantaléon (vers 186-185)
- Apollodote Ier (vers 185-170).

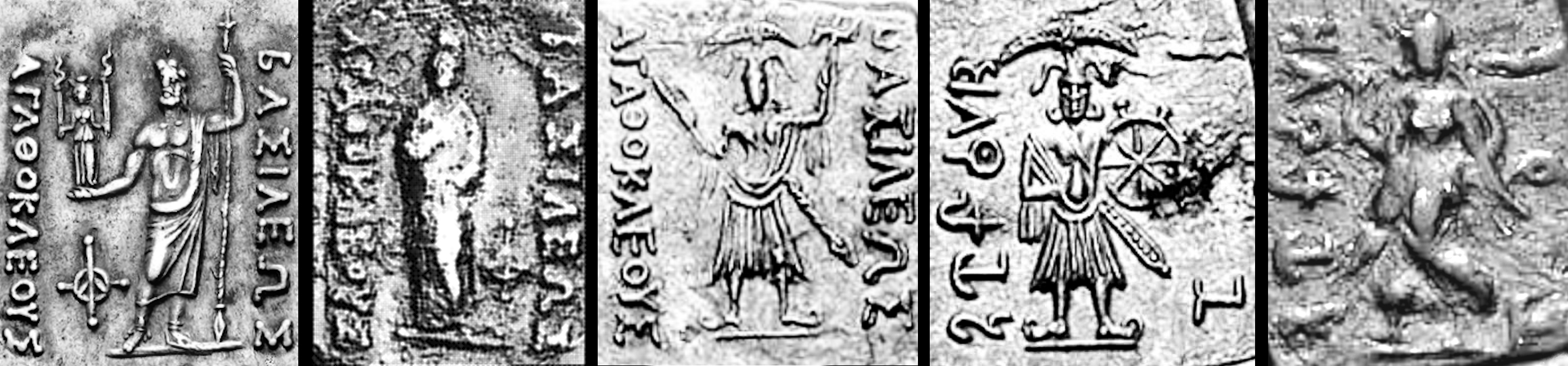
Ensemble des divinités, grecques et indiennes, apparaissant sur le monnayage d'Agathocle (v.192-v.186 av. J.C.) :
1. Zeus debout tenant la déesse Hécate et s'appuyant sur une lance.
2. Divinité portant un long manteau (himation) et coiffée d'un volume sur la tête, bras en partie repliés, et contrapposto.
3. Le dieu hindou Balarâma-Samkarshana avec ses attributs.
4. Le dieu hindou Vasudeva-Krishna avec ses attributs.
5. La déesse indienne Lakshmi, tenant un lotus dans la main droite.

- Antimaque II Nicéphore (vers 170-155).
- Démétrios II (vers 155-150).

L’usurpateur Eucratide Ier réussit à supplanter la dynastie des Euthydémides et à occuper des territoires s’étendant jusqu’à l’Indus, entre -170 et -145, créant une « Grande Bactriane » incluant la Sogdiane, la Margiane et l'Arie. Puis il conquiert l'Arachosie, le Gandhâra et une partie du Pendjab. Après l'assassinat d'Eucratide par son fils (vers 139), Ménandre Ier semble avoir regagné tous les territoires vers l’ouest jusqu’à l’Hindou Kouch.
Ensuite les connaissances sont fragmentaires : Antialcidas est souverain de Taxila vers -100, son successeur Archébios (en) règne vers 90-80 et est soumis par les Sakas (Saces). Vers -55 les souverains grecs du Panjâb oriental Apollodote II (en) et Hippostrate (en) reprennent Taxila. Les derniers souverains grecs connus sont Straton II (en) et son fils associé Straton III (en), rois de Sâgala (actuelle Sialkot), vaincus par les Scythes (vers -10).

#### Territoire de l’Hindou Kouch àMathura(150 à 125)
- Ménandre Ier ou Milinda (règne vers 150-125). Successeur d’Apollodote. Marié à Agathocléia. Il entra dans la légende pour la taille de son royaume et son soutien à la foi bouddhiste.
- Agathocléia (roi vers 130-125), probablement veuve de Ménandre, reine-mère et régente pour son fils Straton Ier.

Après la mort de Ménandre Ier, ses successeurs semblent s’être retirés vers l’est jusqu’au Gandhara, en perdant les Paropamisades et l’Arachosie au profit d’un royaume indo-grec occidental. Quelques années plus tard, les rois orientaux durent probablement se retirer encore davantage, jusqu’à l’ouest du Pendjab.

#### Territoire du Gandhara/ouest du Pendjab à Mathura (vers 125-100)
- Straton Ier (125-110), fils de Ménandre Ier et d’Agathocléia.
- Hélioclès II (110-100).

Les rois mineurs suivants gouvernèrent des parties du royaume :
- Polyxène (vers 100, possiblement au Gandhara).
- Démétrios III Anicet (vers 100).

Après les alentours de 100 av. J.-C., des rois indiens récupérèrent la région de Mathura et de l’est du Pendjab à l’est de la rivière Ravi, et commencèrent à frapper leurs propres monnaies. Les Arjunayanas (région de Mathura) et les Yaudheyas mentionnent des victoires militaires sur leurs monnaies (« Victoire des Arjunayanas », « Victoire des Yaudheyas »). Pendant le Ier siècle av. J.-C., les Trigartas, les Audumbaras et finalement les Kunindas (les plus proches du Pendjab) commencèrent aussi à frapper leurs propres monnaies, habituellement dans un style rappelant fortement le monnayage indo-grec.
Le roi occidental Philoxène occupa brièvement l’ensemble du territoire grec restant des Paropamisades à l’ouest du Pendjab entre -100 et -95, après quoi les territoires se fragmentèrent à nouveau. Les rois orientaux regagnèrent leurs territoires vers l’ouest jusqu’en Arachosie.
Pendant le Ier siècle av. J.-C., les rois indo-grecs perdirent progressivement du terrain devant l’invasion des Indo-Scythes, jusqu’à ce que les derniers rois Straton II et Straton III finissent leur règne dans l’est du Pendjab autour de l’an 10 de l'ère chrétienne.

#### Territoire d’Arachosie et du Gandhara (95 à 70)
- Amyntas (95 à 90).
- Peukolaos (90).

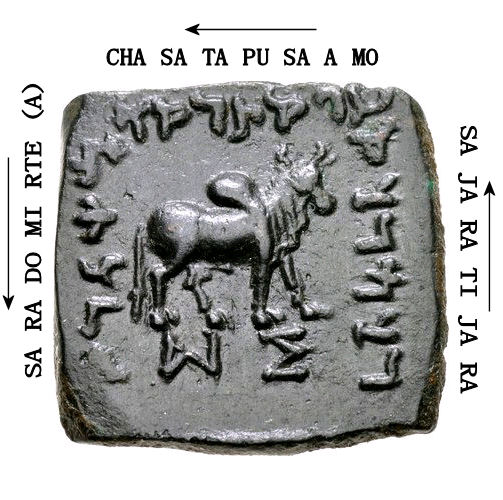
Légende Kharoshthi sur une pièce du roi Indo-Grec Artemidoros Aniketos, "Rajatirajasa Moasa Putasa cha Artemidorasa", "Fils to Roi des Rois Mauès, et Artemidoros". Le coté face de cette pièce possède une légende en Grec: BAΣIΛEΩΣ ANIKHTOY APTEMIΔOPOY, "Le Roi invaincu Artémidore".

- Ménandre II Dikaios « Le Juste » (90 à 85).
- Archébios (90 à 80) (avec l’ouest du Pendjab).
- (Mauès), roi indo-scythe.
- Artémidore (80).
- Télèphe (75-70).

#### Territoire de l’ouest du Pendjab (95 à 55)
- Épandre (95 à 90)
- Archébios (90 à 80)
- (Mauès), roi indo-scythe
- Thraso (vers 80 ou plus tôt)
- Apollodote II (80 à 65) (avec l’est du Pendjab)
- Hippostrate (65 à 55), défait par le roi indo-scythe Azès Ier.
- (Azès Ier). Roi indo-scythe.

Autour de 80 av. J.-C, des parties de l’est du Pendjab furent regagnées :

#### Territoires de l’est du Pendjab (80 à 10apr. J.-C.)
- Apollodote II (80 à 65).
- Dionysios (65 à 55).
- Zoïle II (55 à 35).
- Apollophane (35 à 25).
- Straton II (25 à 10 apr. J.-C.).
- (Rajuvula), roi indo-scythe.

### Territoires occidentaux

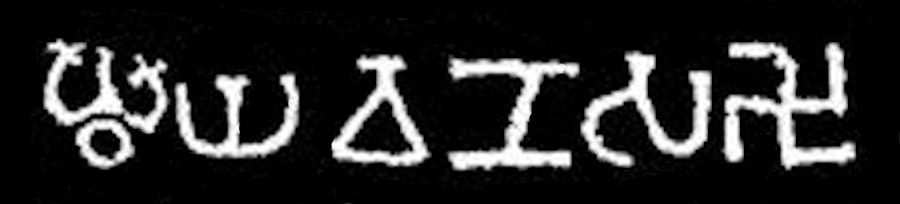
Le mot "Yavaṇa(sa)", Yavana signifiant "Grec", en Brahmi, entouré de symboles bouddhiques (triratna et swastika). Inscription des Grottes de Shivneri, I de notre ère.

Les rois suivants eurent la part du lion des royaumes indo-grecs, appelée ici « royaume occidental ». Il se fonda sur les conquêtes du dernier roi gréco-bactrien Hélioclès Ier, dans les Paropamisades et en Arachosie, qui furent étendues au Gandhara par les rois suivants. On pense que plusieurs de ses gouvernants appartenaient à la maison d’Eucratide Ier.

#### Territoires des Paropamisades, d’Arachosie et du Gandhara (130 à 95)
- Hélioclès Ier (règne vers 145 à 130), occupa la partie occidentale du royaume indo-grec vers 130.
- Zoïle Ier (130 à 120), régna uniquement dans les Paropamisades et en Arachosie.
- Lysias (120 à 110), conquit probablement le Gandhara au profit du royaume occidental.
- Antialcidas (vers 115 à 95).
- Philoxène (vers 100 à 95). Philoxène régna également dans l’ouest du Pendjab.

Après la mort de Philoxène, le royaume occidental se fragmenta et ne redevint plus jamais dominant. Les rois suivant régnèrent surtout dans les Paropamisades.

#### Territoire des Paropamisades (95 à 70)
- Diomède (vers 95-90).
- Théophile (vers 90).
- Nicias (vers 90-85).
- Hermaios (vers 90-70).
- Rois yuezhi.

Selon Osmund Bopearachchi, aucune trace d’occupation indo-scythe (ni de monnaies des principaux rois Indo-Scythes comme Mauès ou Azès Ier) n’a été trouvée dans les Paropamisades et l’ouest du Gandhara. Au contraire, une grande quantité d’émissions posthumes d’Hermaios sont connues jusque vers 40 ap. J.-C., date où elles se mélangent avec le monnayage du roi kouchan Kujula Kadphisès.
Les Grecs du territoire des Paropamisades étaient probablement étroitement associés aux tribus Yuezhi hellénisées, installées au nord-ouest dans la Bactriane voisine depuis des temps reculés. Les Yuezhi prirent alors probablement le contrôle des Paropamisades après Hermaios. Le premier prince yuezhi documenté, Sapadbizès, régna vers 20 av. J.-C. et frappa monnaie en grec et dans le même style que les rois indo-grecs occidentaux, dépendant probablement des ateliers grecs. Les Yuezhi s’étendirent vers l’est pendant le Ier siècle de l'ère chrétienne et fondèrent l’empire kouchan. Le premier empereur kouchan Kujula Kadphisès s’associa ostensiblement avec Hermaios sur ses monnaies, suggérant qu’il était peut-être un de ses descendants par alliance, ou au moins revendiquait son héritage.

### Roitelets indo-grecs (Gandhara)
Après que les rois indo-scythes eurent pris le pouvoir dans le nord de l’Inde, les communautés grecques résiduelles furent probablement gouvernées par des dirigeants grecs mineurs, sans droit de monnayage, jusqu’au Ier siècle de l'ère chrétienne, dans les régions des Paropamisades et du Gandhara :
- Théodamas (v. Ier siècle), dirigeant indo-grec de la zone de Bajaur, au nord du Gandhara.

Les Indo-grecs ont pu garder un rôle militaire significatif jusqu’au IIe siècle, comme le suggèrent les inscriptions des rois Satavahana.